# Middle East Media Research Institute
Het Middle East Media Research Institute (MEMRI) is een non-profitorganisatie gevestigd in Washington, met kantoren in Berlijn, Jeruzalem en Londen. MEMRI maakt vertalingen vanuit het Arabisch, Perzisch en Hebreeuws van teksten en mediafragmenten en het publiceert ook zijn eigen analyses en commentaar op de politieke, ideologische, intellectuele, sociale, culturele en religieuze ontwikkelingen in het Midden-Oosten.
MEMRI werd in februari 1998 opgericht door Yigal Carmon, een voormalig officier van de Israëlische militaire inlichtingendienst en Dr. Meyrav Wurmser, een politicoloog. Deze organisatie kreeg verhoogde aandacht in de wereldpers na de aanslagen van 11 september 2001.